# Aporia procris
Aporia procris is een vlindersoort uit de familie van de Pieridae (witjes), onderfamilie Pierinae.
Aporia procris werd in 1890 beschreven door Leech.